# 1592
1592 (MDXCII) je bilo prestopno leto, ki se je po gregorijanskem koledarju začelo na sredo, po 10 dni počasnejšem julijanskem koledarju pa na soboto.

## Rojstva
- 22. januar - Pierre Gassendi, francoski filozof, fizik, matematik, astronom († 1655)
- 28. marec - Jan Amos Komensky, češki pedagog, filozof, pisatelj († 1670)
- 28. november - Hong Tajdži, prvi cesar dinastije Čing († 1643)

## Smrti
- 13. september - Michel Eyquem de Montaigne, francoski pisatelj, filozof (* 1533)
- 17. november - Ivan III. Švedski  (* 1537)